# Cot Kulu
Cot Kulu är en kulle i Indonesien.   Den ligger i provinsen Aceh, i den västra delen av landet, 1 800 km nordväst om huvudstaden Jakarta. Toppen på Cot Kulu är 334 meter över havet.
Terrängen runt Cot Kulu är kuperad åt nordost, men åt sydväst är den platt.Runt Cot Kulu är det ganska glesbefolkat, med 43 invånare per kvadratkilometer. Trakten runt Cot Kulu består till största delen av jordbruksmark.